# Nya dikter (Heidenstam)
Nya dikter är en diktsamling av Verner von Heidenstam som utgavs 1915 på Bonniers förlag. Den blev författarens sista verk. Nya dikter är av många ansedd som Heidenstams främsta bok.
Nya dikter är "en storstilad och mäktig samling, hvars äldsta stycken sammanhänga med Heidenstams historiska epik eller Dikter från 1895 (...) men hvars yngre dikter tillhöra en senare epok. Formen är klassiskt ren, enkel och osmyckad, ofta rimlös och ostrofisk, och ger uttryck för stämningar och tankar af upphöjd ro, af manligt allvar och varm innerlighet, vid och ljus humanitet, tillvarons ovanskliga värde och vemodet att nalkas den aftonsvala ålderdomen" (citat ur Nordisk familjebok, band 36, (1924) "Heidenstam").

## Innehåll
- Ett folk
- En dag
- Drömsyn på ängen
- Vid vägens slut
- Begynd vandring
- Milstenen
- Sovande gårdar
- Klostret
- I lönnens skymning
- Vårens tid
- Om tusen år
- Vore jag ett litet barn
- Vi människor
- Tankens duva
- Månljuset
- Min levnad
- Den tyngsta vägen
- Första natten i kyrkogården
- Ensam på sjön
- På skogsvägen
- Bön vid lågorna
- Undret
- Oidipus vid dödsporten
- Bland nattens träd
- Stjärntändningen
- Paradisets timma
- Sommarljuset
- Den druckna titanen
- Smycket
- Den skeppsbrutne
- Stormar
- Den vänliga gården
- Himladrottningens bild i Heda
- Hertig Magnus' grav i Vadstena
- Jutta kommer till Folkungarna
- Hävdernas lek
- Visby
- Apostlarnas resa
- Filemon och Baukis
- Den vittberömde
- Hos spåkvinnan
- Fången
- Arikines tempel
- Bildskäraren
- Nomader
- Nattens ande
- Stridsguden
- Till Henrik Ibsen på hans sjuttioårsdag
- Hälsning till Finland år 1900
- Norges fader
- Gustav Frödings jordafärd
- Hemlandet
- Ålderdomen
- Molnvandring
- Gycklare
- Lördagsmarsch
- Kommer aldrig solen
- Bygdeborgen
- Bråvalla slag
- Ragnarök